# 天主教索羅卡巴總教區
天主教索羅卡巴總教區（拉丁語：Archidioecesis Sorocabana）是羅馬天主教在巴西的一個教省總教區，下轄四個教區。
1924年7月4日升為教區。1992年4月29日升為總教區。
總教區包括聖保羅州中南部十市，2010年有教友666,000人，佔轄區總人口70.0%。教區下轄四十八個堂區，有113名司鐸。現任教區總主教為愛德華·貝內斯·德沙雷斯·羅德里格斯。